# Síndrome da resistência das vias aéreas superiores
A síndrome da resistência das vias aéreas superiores (SRVAS) é um distúrbio do sono comum, causado pelo estreitamento das vias aéreas. Os principais sintomas incluem fadiga excessiva e insônia crônica. A síndrome pode ser diagnosticadas por polissonografia e pode ser tratadas com mudanças de estilo de vida, dispositivos dentários ou terapia com CPAP. O SRVAS é semelhante a certos tipos de apneias do sono.

## Sinais e sintomas
Os sintomas são semelhantes aos da apneia obstrutiva do sono. Os mais comuns são: fadiga, sonolência diurna, sono não reparador e despertares frequentes durante o sono.
O problema pode resultar dificuldades em adormecer e permanecer dormindo, através de interrupções frequentes do sono. Ronco alto também serve como um possível indicador da síndrome, mas não é um sintoma necessário para o diagnóstico.
Alguns pacientes apresentam hipotensão, que pode causar tontura, outros também são mais propensos a ter dores de cabeça e síndrome do intestino irritável.

## Fisiopatologia
A síndrome da resistência das vias aéreas superiores é causada quando a via aérea superior se estreita sem fechar. Consequentemente, o fluxo de ar é reduzido ou compensado através de um aumento nos esforços inspiratórios. Este aumento da atividade dos músculos inspiratórios leva à despertares durante o sono, que os pacientes podem ou não ter consciência.
Um paciente típico de SRVAS não é obeso e possui uma face triangular e mandíbula desalinhada, o que pode resultar em uma quantidade menor de espaço atrás da base da língua. Os pacientes podem apresentar outras anormalidades anatômicas que podem causar o problema, como desvio de septo, hipertrofia dos cornetos inferiores ou colapso da válvula nasal. Afeta números iguais de homens e mulheres. Não está claro se é meramente uma fase que ocorre entre roncos simples e apneias do sono, ou se a SRVAS é uma síndrome que descreve um desvio da fisiologia normal das vias aéreas superiores.
As crianças com SRVAS podem apresentar sintomas devido a pequenas anomalias dos ossos faciais ou devido a amídalas ou adenoides aumentadas.

## Diagnóstico
Polissonografias podem ajudar a diagnosticar SRVAS. Pacientes que com a síndrome geralmente apresentam múltiplos despertares de EEG durante o estudo do sono e pouca ou nenhuma evidência poligráfica de apneia obstrutiva ou diminuição dos níveis de oxigênio. Os despertares da síndrome, ou despertares relacionados ao esforço respiratório, geralmente duram de uma a três respirações. Estes despertares podem ser devidos ao ronco, mas os pacientes não precisam roncar para tê-la. Padrões de polissonografia devem apresentar ausência de apneias ou hipopnéias para levar ao diagnóstico de SRVAS. Mesmo com a polissonografia, o diagnóstico da SRVAS pode ser difícil por causa de meios insuficientes para medir mudanças no fluxo de ar. Essa falta de sensibilidade na detecção pode levar a erros de diagnóstico, já que pequenas alterações indetectáveis no fluxo de ar ainda podem ser responsáveis pelos despertares. Para diagnosticar definitivamente a SRVAS, deve haver um padrão demonstrado de pressões esofágicas negativas maiores, seguidas por uma mudança rápida para um nível mais positivo levando a despertares. Isto pode ser confirmado com polissonografia invasiva que usa um transdutor de balão esofágico e um pneumotacógrafo completo.
Com base nos sintomas, os pacientes são comumente diagnosticados erroneamente com síndrome da fadiga crônica, fibromialgia ou distúrbios psiquiátricos, como TDAH ou depressão.

## Tratamento

### Medicamentos
Esteroides nasais podem ser prescritos para aliviar alergias nasais e outras condições nasais obstrutivas que podem causar SRVAS.

### Cirurgia
Em caso de obstrução nasal, opções podem ser septoplastia e turbinectomia.
Apesar de serem métodos de tratamentos menos comum, opções cirúrgicas incluem uvulopalatofaringoplastia, suspensão do osso hióide e linguloplastia. Esses procedimentos aumentam as dimensões das vias aéreas e reduzem o colapso desta. Também se deve verificar se há presença de hérnia hiatal, que pode causar em uma pressão anormal no esôfago, que por consequência pode estreitar as vias aéreas durante o sono. Redução do tecido palatal por radiofrequência também tem sido eficiente no tratamento de SRVAS.

### Tratamento em crianças
O tratamento primário para crianças é a remoção de amígdalas aumentadas e adenoides por meio de amigdalectomia e adenoidectomia. O tratamento ortodôntico focado na expansão pode ser recomendado para aumentar o espaço da língua e o CPAP também pode ser necessário para crianças com SRVAS.